# Aeroporto Internacional General Lucio Blanco
O Aeroporto Internacional General Lucio Blanco ou Aeroporto Internacional de Reynosa, é um aeroporto internacional localizado em Reynosa, Tamaulipas, México, muito próximo da Fronteira entre os Estados Unidos e México. Maneja o tráfego nacional e internacional de Reynosa.

## Características
Foi nomeado em honra ao general Lucio Blanco, uma importante figura da Revolução mexicana de 1910 a 1920.
Reynosa se destaca como uma cidade que se desenvolve no setor manufatureiro, particularmente nos ramos elétrico e eletrônico. Ao mesmo tempo se tem estimulado o desenvolvimento da indústria e dos serviços.
Em 2018, Reynosa recebeu 466.934 passageiros e em 2019 foram 480.524 passageiros, segundo dados publicados pelo Grupo Aeroportuário do Centro-Norte do México (OMA).
Por sua localização geográfica e sua infra-estrutura, o aeroporto de Reynosa é uma das opções mais promissórias para o desenvolvimento de carga aérea e estímulo da economia da região. Próximo ao aeroporto começará a construção de um novo terminal de cargas, com a finalidade de dar resposta às solicitações de se instalar um armazém fiscal, estações de transferência de carga, hangares e frigoríficos.

## Linhas aéreas e Destinos
- Aeromar
  - Cidade do México / Aeroporto Internacional da Cidade do México
  - Ciudad Victoria / Aeroporto Internacional General Pedro José Méndez
  - Poza Rica / Aeroporto Nacional El Tajín
  - Villahermosa / Aeroporto Internacional Carlos Rovirosa Pérez
- Aeroméxico
  - Cidade do México / Aeroporto Internacional da Cidade do México
- Viva Aerobus
  - Veracruz / Aeroporto Internacional General Heriberto Jara